# 27 pluviôse
27 nivôse 27 ventôse
Le septidi 27 pluviôse, officiellement dénommé jour du noisetier, est le 147e jour de l'année du calendrier républicain.
C'était généralement le 15e jour du mois de février dans le calendrier grégorien.